# Самбал (народ)
Самбал (исп. Zambales, Zambalenos) — группа народов на Филиппинах, говорящих на языках самбальской языковой группы (См. Филиппинские языки). Они населяют в основном территорию провинции Самбалес и частично приграничные районы соседних провинций. Это термин также употребляется в отношении жителей вышеназванной провинции, независимо от их этнической принадлежности.

## Языки
Самбальцы относятся к народам австронезийской языковой семьи (См. Австронезийские языки). Основные из самбальских языков — тина, болинао, ботолан. Они особенно близки к языку капампанган и к древним формам тагальского, распространённым ныне в провинции Рисаль.

## История
Предполагается, что самбальцы первоначально вытеснили автохтонное население данной территории, аэта, а позже были вытеснены частично сами миграционной волной тагалов. Версия происхождения самого этнонима такова: от малайского слова «самба», что значит «поклоняться, почитать», первые испанцы образовали термин для обозначения местных жителей, самбали.

## Традиции
Традиции самбальцев разнообразны. Очевидно, что часть их заимствована у соседних народов. Традиционная одежда — общефилиппинского типа, это — рубахи с короткими рукавами, короткие штаны, с разноцветной вышивкой и украшениями.
Встречаются также различные варианты ухода за волосами. Чаще всего мужчины стригут волосы спереди, у лба, а от макушки до затылка оставляют длинными. Самбальцы прославились, как воинственные племена, часто устраивавшие кровавые нападения на испанских поселенцев. Их нанимали и другие племена филиппинцев, которые выступали против испанских колонизаторов. У них существовал такой жестокий вид казни за убийство, когда виновному пробивали отверстие в черепе и выскребали мозги.
Понадобилось сто первых лет колониальной эпохи, чтобы реорганизовать жизнь самбальцев и привести их уклад жизни к католическим и испанским культурным нормам.